# Letaj
Letaj – wieś w Chorwacji, w żupanii istryjskiej, w gminie Kršan. W 2011 roku liczyła 43 mieszkańców.